# نقطة بارو

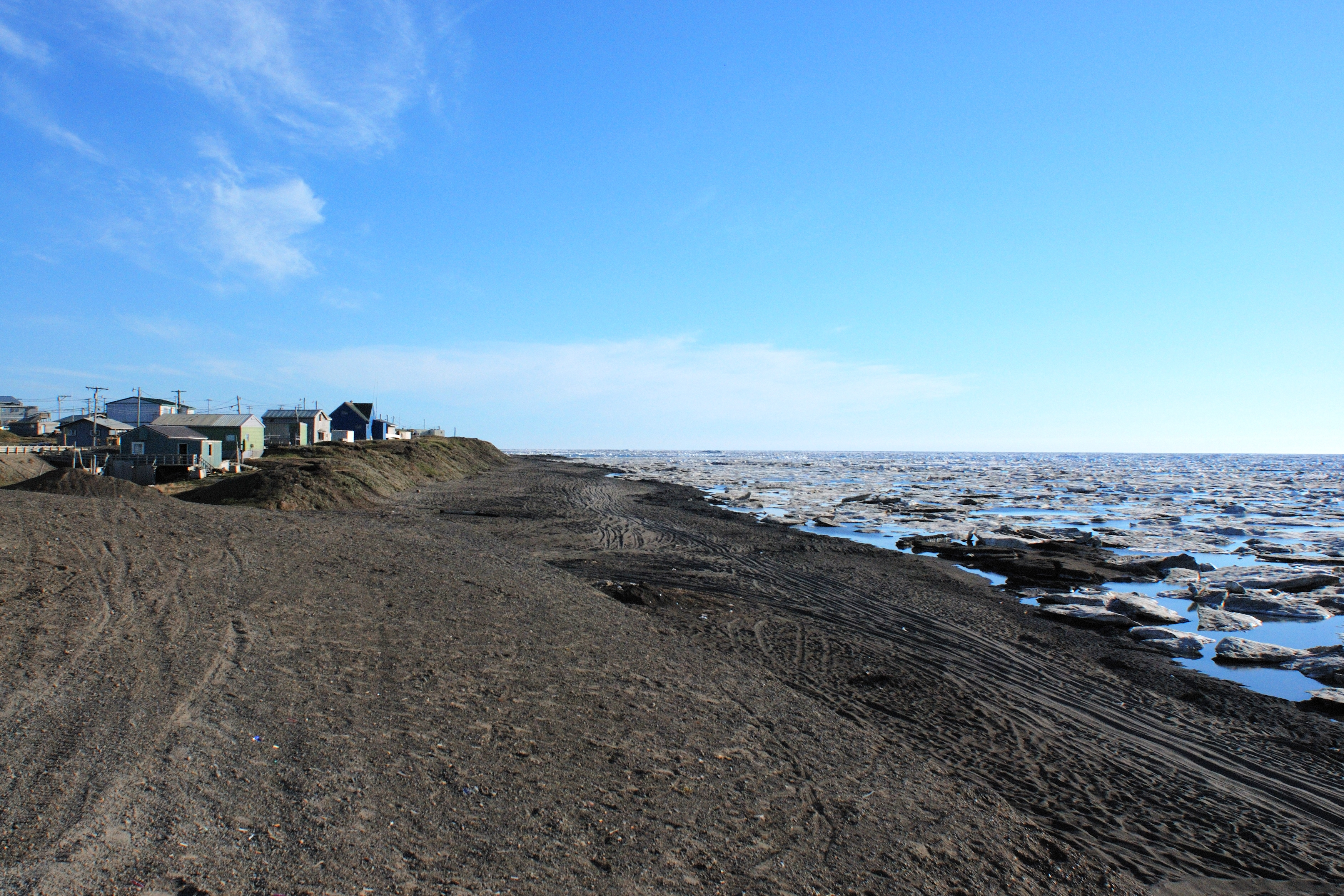

تعتبر نقطة بارو أو نوفوك شبه جزيرة تقع على ساحل المحيط المتجمد الشمالي في ولاية ألاسكا الأمريكية، على بعد 14 كم شمال شرق مدينة بارو. وهي أقصى نقطة في شمال ألاسكا والولايات المتحدة. تبلغ المسافة إلى القطب الشمالي 2078 كم، أي أطول بـ 64 كم من Murchison Promontory في نونافوت. والذي اكتشفها فريدريك ويليام بيتشي في عام 1825 وأطلق عليها اسم السير جون بارو المستكشف والمسؤول البريطاني.